# Ла-Роуз (Іллінойс)
Ла-Роуз (англ. La Rose) — селище (англ. village) в США, в окрузі Маршалл штату Іллінойс. Населення — 98 осіб (2020).

## Географія
Ла-Роуз розташована за координатами 40°58′43″ пн. ш. 89°14′6″ зх. д. / 40.97861° пн. ш. 89.23500° зх. д. (40.978731, -89.234954).  За даними Бюро перепису населення США в 2010 році селище мало площу 0,66 км², уся площа — суходіл.

## Демографія
Згідно з переписом 2010 року, у селищі мешкали 144 особи в 61 домогосподарстві у складі 34 родин. Густота населення становила 218 осіб/км².  Було 66 помешкань (100/км²).
Расовий склад населення:
| - 97,9 % — білих - 1,4 % — осіб інших рас |

До двох чи більше рас належало 0,7 %. Частка іспаномовних становила 2,1 % від усіх жителів.
За віковим діапазоном населення розподілялося таким чином: 21,5 % — особи молодші 18 років, 65,3 % — особи у віці 18—64 років, 13,2 % — особи у віці 65 років та старші. Медіана віку мешканця становила 40,2 року. На 100 осіб жіночої статі у селищі припадало 105,7 чоловіків;  на 100 жінок у віці від 18 років та старших — 101,8 чоловіків також старших 18 років.
Середній дохід на одне домашнє господарство  становив 44 823 долари США (медіана — 32 031), а середній дохід на одну сім'ю — 44 971 долар (медіана — 31 667). Медіана доходів становила 32 000 доларів для чоловіків та 25 000 доларів для жінок. За межею бідності перебувало 16,8 % осіб, у тому числі 28,6 % дітей у віці до 18 років та 8,7 % осіб у віці 65 років та старших.
Цивільне працевлаштоване населення становило 63 особи. Основні галузі зайнятості: виробництво — 19,0 %, освіта, охорона здоров'я та соціальна допомога — 19,0 %, транспорт — 15,9 %.